# Еліас Баум
Еліас Ніклас Баум (нім. Elias Niklas Baum, нар. 26 жовтня 2005, Франкфурт-на-Майні, Німеччина) — німецький футболіст, фланговий захисник клубу «Айнтрахт».
На правах оренди грає в клубі «Ельферсберг».

## Ігрова кар'єра

### Клубна
Еліас Баум народився у Франкфурті і в 2015 році приєднався до клубної академії місцевого «Айнтрахта». У грудні 2022 року футболіст підписав з клубом довготривалий професійний контракт. Та при цьому захисник продовжив грати за другу команду «Айнтрахта» в Регіональній лізі.
9 листопада 2023 року у матчі Ліги конференцій проти фінського ГІКа Баум дебютував в першій клубній команді. 9 грудня того ж року футболіст провів першу гру в чемпіонаті країни, коли вийшов на заміну у матчі проти мюнхенської «Баварії».
Сезон 2024/25 Баум почав у клубі Другої Бундесліги «Ельферсберг», куди він перейшов на правах оренди.

### Збірна
З 2021 року Еліас Баум виступав за юнацькі збірні Німеччини. В червні 2025 року Баум брав у часть у молодіжному чемпіонаті Європи у Словаччині.

## Нагороди
Індивідуальні
- Медаль Фріца Вальтера U-19: Бронза 2024[6]